# Bar-sur-Aube
Bar-sur-Aube è un comune francese di 5 559 abitanti situato nel dipartimento dell'Aube nella regione del Grand Est, sede di sottoprefettura.
Poco dopo l'anno mille compare come Signore di Bar-sur-Aube, il conte di Raoul de Valois-Crépy, conte di Crépy-Valois ed Amiens, Raoul de Valois-Crépy sposò di Adèle de Breteuil figlia di Hildouin de Breteuil (detto anche d'Haudouin o Geldouin), Signore di Nanteuil-Le-Haudouin, di Ramerupt, di Creil e di Breteuil, visconte di Chartres e Grand Maître de France nell'anno mille con Re Roberto II di Francia.

## Società

### Evoluzione demografica
Abitanti censiti

## Amministrazione

### Gemellaggi
- Gernsheim